# Terakotna vojska
Terakotna vojska je kolekcija od preko 7.000 figura vojnika i konja u Mauzoleju prvog kineskog cara, izrađenih od terakote. 
Sve figure su u prirodnoj veličini. Kolekcija figura se nalazila u grobnici i bila zakopana zajedno s prvim kineskim carem (Qin Shi Huangdi), koji je ujedinio Kinu 221. pr. Kr. Otkrivena je u ožujku 1974., a iskopavanja su započela ubrzo nakon otkrića. Nalazi se u blizini grada Sian (Xi'an), kineska provincija Shensi (Shaanxi).
Terakotna vojska je pokopana oko 1,5 km istočno od groba Shi Huangdija, i na 3 razine. Lokacija je oko 33 km istočno od Siana. Prvo su iskopane figure koje su se nalazile na dubini 4 do 8 metara, a muzej zvan Muzej prvog cara dinastije Qin postavljen je na ruševinama i otvoren za javnost 1979. Cijeli muzej je kompletiran 1994.
U vrijeme kad je Shi Huangdi umro i bio pokopan, figure su pokopane zajedno s njim jer se vjerovalo da će tako i nakon smrti car imati vojsku kojom će zapovijedati. Figure su okrenute na istok i nalaze se u borbenoj formaciji. Svaka od figura je jedinstvena, tako da ne postoje dvije identične. Figure su naoružane strijelama, kopljima, mačevima i dr. Naoružanje je u vrijeme otkrića bilo još uvijek veoma oštro.
Godine 1980. otkrivene su dvije obojene brončane kočije 20 metara zapadno od carevog groba. Svaka se sastojala od 3000 raznih dijelova i pokretala su je 4 konja.  